# Curculio elephas
De Curculio elephas of kastanjesnuitkever is een snuitkever die vooral onder bladeren leeft.